# پوروگ‌سنت‌پال
پوروگ‌سِنت‌پال (به مجاری:  Porrogszentpál) یک منطقهٔ مسکونی در مجارستان است که در ناحیه چورگو واقع شده‌است. پوروگ‌سنت‌پال ۳٫۵۴ کیلومتر مربع مساحت و ۸۶ نفر جمعیت دارد.